# Heterofragilia brevicauda
Heterofragilia brevicauda är en havsspindelart som beskrevs av Stock, J.H. 1991. Heterofragilia brevicauda ingår i släktet Heterofragilia och familjen Ammotheidae. Inga underarter finns listade i Catalogue of Life.